# R 11 (sommergibile Italia)
L'R 11 è stato un sommergibile della Regia Marina.

## Storia
Appartenente alla classe R, alla proclamazione dell'armistizio si trovava ancora in costruzione.
Catturato dai tedeschi fu incorporato nella Kriegsmarine, che necessitava di grossi sommergibili da trasporto; la costruzione proseguì ma con estrema lentezza, mancando i materiali necessari.
Poté essere varato solo il 6 luglio 1944, ad oltre un anno dall'impostazione.
Il 24 aprile 1945 fu affondato nel porto della Spezia dai tedeschi in ritirata.
Il relitto, recuperato nel 1946-1947, fu trasformato in pontone (denominazione GR 522), impiegato a La Spezia e smantellato alcuni anni più tardi.